# ロアンシー・コントレラス
ロアンシー・コントレラス（Roansy Contreras、1999年11月7日 - ）は、ドミニカ共和国モンテ・プラタ州ペラルビリョ出身のプロ野球選手（投手）。右投右打。MLBのボルチモア・オリオールズ所属。

## 経歴

### プロ入りとヤンキース傘下時代
2016年7月にアマチュア・フリーエージェントでニューヨーク・ヤンキースと契約してプロ入り。
2017年、傘下のルーキー級ドミニカン・サマーリーグ・ヤンキースでプロデビュー。ルーキー級ガルフ・コーストリーグ・ヤンキースでもプレーし、2球団合計で14試合（先発11試合）に登板して4勝4敗、防御率4.02、34奪三振を記録した。
2018年はA-級スタテンアイランド・ヤンキースとA級チャールストン・リバードッグスでプレーし、2球団合計で12試合に先発登板して0勝2敗、防御率2.42、60奪三振を記録した。
2019年はA級チャールストンでプレーし、24試合に先発登板して12勝5敗、防御率3.33、113奪三振を記録した。
2020年は新型コロナウイルスの影響でマイナーリーグの試合が開催されなかったため、公式戦の登板は無かった。オフの11月20日にルール・ファイブ・ドラフトでの流出を防ぐために40人枠入りした。

### パイレーツ時代
2021年1月24日にジェイムソン・タイヨンとのトレードで、ミゲル・ヤフーレ、キャナン・スミス＝エンジグバ、マイコル・エスコットと共にピッツバーグ・パイレーツへ移籍した。シーズンでは5月のマイナーリーグ開幕から傘下のAA級アルトゥーナ・カーブでプレーし、7月にはオールスター・フューチャーズゲームのナショナルリーグ選抜に選出された。
2021年9月29日にアクティブ・ロースター入りし、同日のシカゴ・カブス戦にてメジャーデビューした。
2022年4月14日のワシントン・ナショナルズ戦でメジャー初勝利を挙げた。21試合の登板で防御率3.79という成績であった。
2023年はシーズン開幕前の3月に開催された第5回WBCのドミニカ代表に選出された。この年は19試合（先発は11試合）に登板して、3勝7敗1セーブ、防御率6.59、55奪三振を記録した。
2024年5月11日にDFAとなった。

### エンゼルス時代
2024年5月16日に金銭トレードでロサンゼルス・エンゼルスへ移籍した。エンゼルスでは37試合に登板し、防御率4.33という成績であった。

### エンゼルス退団後
2024年10月31日にウェイバー公示を経てテキサス・レンジャーズへ移籍したが、ネイサン・イオバルディとの再契約に伴い、2024年12月12日にDFAとなった。12月19日にウェイバー公示を経てシンシナティ・レッズへ移籍したが、ロサンゼルス・ドジャースからトレードされたギャビン・ラックスの加入に伴って、2025年1月6日に再びDFAとなった。1月10日にウェイバー公示を経てボルチモア・オリオールズへ移籍したが、一週間も経たない16日に今度はジェイコブ・アマヤの加入に伴って、3度目のDFAとなった。 1月23日にウェイバー公示を経て、プロデビュー時に所属していたヤンキースへ移籍した。

### オリオールズ傘下時代
2月7日にウェーバー公示を経て再びオリオールズへ移籍した。

## 人物・エピソード
2025年7月9日にAAA級ノーフォークでのジャクソンビル戦で先発登板。初回無死三塁の場面でコントレラスが投球モーションに入ったところで落雷が起きて、驚いてモーションを止めたところ、球審がボークを宣告して三塁走者が生還して先制点を奪われる事態に見舞われた。SNS上には「間違いなくボークだけど、宣告すべきではない」、「ボークの前に試合を中断するべきだ」、「審判の最も重大な責任は判定を下すことではなく、安全を確保することだ」などコントレラスを擁護する声が寄せられた。

## 選手としての特徴
フォーシームは平均94.7mph（約152.4km/h）、最速99.4mph（約160km/h）を計測する。平均84.5mph（約139.9km/h）のスライダーを武器としており、カーブ、チェンジアップも投げる。2024年からはシンカーも投げている。

## 詳細情報

### 年度別投手成績
| 年 度    | 球 団    | 登 板 | 先 発 | 完 投 | 完 封 | 無 四 球 | 勝 利 | 敗 戦 | セ 丨 ブ | ホ 丨 ル ド | 勝 率 | 打 者 | 投 球 回 | 被 安 打 | 被 本 塁 打 | 与 四 球 | 敬 遠 | 与 死 球 | 奪 三 振 | 暴 投 | ボ 丨 ク | 失 点 | 自 責 点 | 防 御 率 | W H I P |
| -------- | -------- | ----- | ----- | ----- | ----- | -------- | ----- | ----- | -------- | ----------- | ----- | ----- | -------- | -------- | ----------- | -------- | ----- | -------- | -------- | ----- | -------- | ----- | -------- | -------- | ------- |
| 2021     | PIT      | 1     | 1     | 0     | 0     | 0        | 0     | 0     | 0        | 0           | ----  | 12    | 3.0      | 3        | 0           | 1        | 0     | 0        | 4        | 0     | 0        | 0     | 0        | 0.00     | 1.33    |
| 2022     | PIT      | 21    | 18    | 0     | 0     | 0        | 5     | 5     | 0        | 0           | .500  | 408   | 95.0     | 82       | 13          | 39       | 1     | 2        | 86       | 11    | 0        | 45    | 40       | 3.79     | 1.27    |
| 2023     | PIT      | 19    | 11    | 0     | 0     | 0        | 3     | 7     | 1        | 0           | .300  | 302   | 68.1     | 75       | 11          | 32       | 1     | 1        | 55       | 3     | 0        | 50    | 50       | 6.59     | 1.57    |
| 2024     | PIT      | 12    | 0     | 0     | 0     | 0        | 1     | 0     | 0        | 0           | 1.000 | 74    | 16.1     | 19       | 3           | 8        | 2     | 0        | 16       | 0     | 0        | 8     | 8        | 4.41     | 1.65    |
| 2024     | LAA      | 37    | 3     | 0     | 0     | 0        | 1     | 4     | 2        | 1           | .200  | 224   | 52.0     | 44       | 8           | 23       | 4     | 4        | 40       | 3     | 0        | 28    | 25       | 4.33     | 1.29    |
| '24計    | LAA      | 49    | 3     | 0     | 0     | 0        | 2     | 4     | 2        | 1           | .333  | 298   | 68.1     | 63       | 11          | 31       | 6     | 4        | 56       | 3     | 0        | 36    | 33       | 4.35     | 1.38    |
| MLB：4年 | MLB：4年 | 90    | 33    | 0     | 0     | 0        | 10    | 16    | 3        | 1           | .385  | 1020  | 234.2    | 223      | 35          | 103      | 8     | 7        | 201      | 17    | 0        | 131   | 123      | 4.72     | 1.39    |

- 2024年度シーズン終了時

### WBCでの投手成績
| 年 度 | 代 表          | 登 板 | 先 発 | 勝 利 | 敗 戦 | セ ｜ ブ | 打 者 | 投 球 回 | 被 安 打 | 被 本 塁 打 | 与 四 球 | 敬 遠 | 与 死 球 | 奪 三 振 | 暴 投 | ボ ｜ ク | 失 点 | 自 責 点 | 防 御 率 |
| ----- | -------------- | ----- | ----- | ----- | ----- | -------- | ----- | -------- | -------- | ----------- | -------- | ----- | -------- | -------- | ----- | -------- | ----- | -------- | -------- |
| 2023  | ドミニカ共和国 | 1     | 1     | 1     | 0     | 0        | 9     | 2.2      | 1        | 0           | 0        | 0     | 0        | 4        | 0     | 0        | 0     | 0        | 0.00     |

### 年度別守備成績
| 年 度 | 球 団 | 投手（P） | 投手（P） | 投手（P） | 投手（P） | 投手（P） | 投手（P） |
| 年 度 | 球 団 | 試 合     | 刺 殺     | 補 殺     | 失 策     | 併 殺     | 守 備 率  |
| ----- | ----- | --------- | --------- | --------- | --------- | --------- | --------- |
| 2021  | PIT   | 1         | 0         | 0         | 0         | 0         | ----      |
| 2022  | PIT   | 21        | 5         | 4         | 0         | 0         | 1.000     |
| 2023  | PIT   | 19        | 8         | 2         | 0         | 0         | 1.000     |
| 2024  | PIT   | 12        | 2         | 0         | 0         | 0         | 1.000     |
| 2024  | LAA   | 37        | 1         | 6         | 1         | 0         | .875      |
| '24計 | LAA   | 49        | 3         | 6         | 1         | 0         | .900      |
| MLB   | MLB   | 90        | 16        | 12        | 1         | 0         | .966      |

- 2024年度シーズン終了時

### 記録
MiLB
- オールスター・フューチャーズゲーム選出：1回（2021年）

### 背番号
- 59（2021年 - 2024年途中）
- 57（2024年途中 - 同年終了）

### 代表歴
- 2023 ワールド・ベースボール・クラシック・ドミニカ共和国代表